# 车道沟站
车道沟站是一个位于中国北京市海淀区曙光街道与紫竹院街道交界蓝靛厂南路、紫竹院路交叉口，属于北京地铁10号线的地铁车站。以当地名“车道沟”得名。
车道沟站至慈寿寺站区间与五路停车场相连，五路停车场出入线引入正线通至车道沟站。

## 位置
车道沟站位于紫竹院路（东西向）与蓝靛厂南路（南北向）交会处，地处跨京密引水渠（南北向）的车道沟桥桥西的立交桥区，下穿车道沟桥。沿蓝靛厂南路西侧，呈东南－西北向布置。

## 结构
车道沟站为地下二层车站。主体采用暗挖法施工，地下一层为站厅层，为了避开立交桥采用分离式站厅，地下二层为站台层，分离式岛式站台设计。

### 车站楼层
| 地面层          | 街道                   | A-D出入口                        |
| 地下一层 站厅层 | 站厅                   | 客务中心、自动售票机、进出站闸机 |
| 地下二层 站台层 |                        | █ 10号线内环（长春桥）           |
| 地下二层 站台层 | 分离岛式站台，左側開门 |                                  |
| 地下二层 站台层 | █ 10号线外环（慈寿寺） |                                  |

- 车道沟站北站厅（2021年12月摄）
- 车道沟站南站厅（2018年12月摄）
- 车道沟站分离式岛式站台设计（2014年2月摄）
- 车道沟站分离式岛式站台设计（2018年12月摄）
- 车道沟站分离式站台的连接通道（2013年1月摄）

## 出入口
|                       |                    |                                                    |            |        |
| 编号                  | 建议前往的目的地   | 图片                                               | 无障碍设施 |        |
| 出口 · A · 升降机标志 | 板井路（北侧）     | 中国光大银行世纪城支行、中国船舶重工业集团公司     |            |        |
| 出口 · B              | 蓝靛厂南路（西侧） | 北方朗悦酒店、北方地产大厦、中国兵器集团、北方医院 |            | 不適用 |
| 出口 · C              | 紫竹院路（南侧）   | 北京市气象局、海淀实验中学                         |            | 不適用 |
| 出口 · D · 升降机标志 | 紫竹院路（南侧）   | 大唐环境产业集团、嘉豪国际中心                     |            |        |
| 註： 設有             |                    |                                                    |            |        |

## 运营
车道沟站是10号线下行（内环）始发与上行（外环）末车终点站。
在10号线全线开通运营初期实行大小交路“套跑”，区间列车运行为车道沟站至宋家庄站之间。

## 外部連結
- 车道沟站 （页面存档备份，存于）－北京地铁官方网站